# Looking For
Looking For（ルッキングフォー）は、声優の國府田マリ子が出した8thシングルである（8cmシングル）。品番はKIDS-7603。

## 解説
- 曲名と同名の映画「Looking For」の主題歌、國府田も主人公・石井奈津子役で出演。

## 収録曲
1. Looking For
  - 作詞：國府田マリ子、作曲：ながつきまろん、編曲：西脇辰弥
  - 映画「Looking For」主題歌で、同作のサウンドトラックには別バージョンで収録されている。
2. 大空の彼方へ
  - 作詞：國府田マリ子、作曲・編曲：西脇辰弥
  - 映画「Looking For」挿入歌
3. Looking For（オリジナル・カラオケ）

## 映画
1998年3月14日公開。

### キャスト
- 石井奈津子：國府田マリ子 - 物語の主人公でバンドのボーカル。母の病気を機に、幼少期に失踪した父を探す旅に出る。
- 高岡一馬：大森南朋 - 奈津子の腹違いの弟。こちらも失踪した父親を探すため奈津子と行動を共にする。
- 百合枝：丘みつ子 - 奈津子の母。
- 景子：犬山犬子 - 奈津子の姉。既に結婚し、子供がいる。
- 松戸：津川雅彦 - 奈津子と一馬の父親。
- 女将：永島暎子
- 老人：山谷初男
- 駐在：木場勝己
- 玩具店支店長：河原さぶ
- 日比野：有待雅彦
- 警官：鈴木卓爾